# 優台
優台（ウテ、朝鮮語: 우태、生没年不詳）は、夫余の部族王である解扶婁の孫。百済の建国者温祚の父。

## 人物
夫余の部族である桂婁部の姫召西奴と結婚し、沸流と温祚の二人の息子を儲ける。優台は早くに亡くなり、未亡人の召西奴は、一人で二人の息子を育てる。その後、召西奴は高句麗の始祖となる朱蒙と出会い、結婚する。朱蒙は召西奴と結婚したことで桂婁部を基盤にして兵を揃え、民心を掌握して高句麗を建国する。

## 家族
- 祖父：解扶婁
- 妻：召西奴
- 息子：沸流
- 息子：温祚